# معركة أبرق
معركة أبرق هي معرفة وقعَت في منطقة أبرق التي تقع على بعد حوالي 8 كيلومترات (5.0 ميل) إلى الشمال من الحناكية. يقع هذا الموقع في منطقة نجد، في الجزء الأوسط الغربي من المملكة العربية السعودية، وقد وقعت المعركة في منتصف شهر آب من عام 632م. لقد حرّضت قوات الخلافة الراشدة بقيادة الخليفة أبو بكر الصديق ضد القبائل العربية المتمردة بقيادة القائد حبال بن خويلد (أخ طليحة بن خويلد الأسدي) بحسب آغا علي إبراهيم أكرم.
وقد شكل هذا النصر للخلافة الراشدة نهاية العمليات الدفاعية للمدينة المنورة، وبداية التخطيط الهجومي واسع النطاق في جميع أنحاء شبه الجزيرة العربية من أبي بكر الصديق، وإعادة تجميع القبائل المهزومة، الهاربة من المعركة، في قوة موحدة في بزاخة.

## الخلفية
بعد هزيمتهم في معركة ذي قصة، تحولت عدة قبائل عربية متمردة بعنف ضد زملائهم من رجال القبائل الذين ظلوا موالين للإسلام، فقتلوهم..
وبعد معرفة نتائج المعركة، أوضحت القبائل العربية التي تعيش بالقرب من المدينة المنورة موقفها المحايد. وأرسلت قبائل كثيرة وفودًا إلى المدينة المنورة، تتعهد بالولاء للسلطات وتدفع الزكاة. وفي هذه الأثناء، أعلنت القبائل المعارضة للإسلام ارتدادها علنًا. ولما اتضحت الأمور بدأت الزكاة تصل إلى المدينة المنورة في تلك الليلة نفسها، فجاءها أولًا صفوان بن صفوان بن تميمي، ثم الزبرقان بن بدر، وأخيرًا عدي بن حاتم. وصل صفوان بن صفوان بن تميمي في أول الليل، ووصل الزبرقان بن بدر في نصف الليل، ووصل عدي بن حاتم في آخره.
وبعد أيام قليلة، في 4 آب 632، عاد جيش أسامة بن زيد إلى المدينة المنورة بعد حملة ناجحة.
ساعدت الغنائم التي تم الحصول عليها من هذه الحملة، إلى جانب الزكاة، في تعزيز القاعدة المالية للخلافة الراشدة، مما وفر أساسًا متينًا لتلبية الاحتياجات العسكرية ضد أعداء الخلافة الراشدة.

## القوات

### الخلافة الراشدة
لا تزال القوة الدقيقة لقوات الخلافة الراشدة في معركة أبرق غير معروفة. ومع ذلك، تشير المعلومات المتاحة إلى أنهم كانوا أقل عددًا من القبائل المتمردة.

### القبائل العربية
ولا تزال القوة الحقيقية للقبائل المتمردة غير معروفة إلى يومنا هذا، ولكن الثابت أنهم كانوا أكثر عددًا من قوات الخلافة الراشدة. وقد تم تحديد القبائل التي شاركت في المعركة بشكل واضح، على النحو التالي:
| بنو أسد   | بنو عبس وبنو ذبيان (من بني غطفان) | طيء               |
| بنو هوازن | بنو بكر (من بني كنانة)            | بنو سبيع [أو سبع] |

## البداية

### بحسب آغا إبراهيم أكرم
وبحسب رواية أغا إبراهيم أكرم في كتابه خالد بن الوليد: سيف الله، بعد معركة ذي القصاص، قرر أبو بكر الصديق تأجيل الهجوم العام للسماح لجيش أسامة بن زيد بالراحة وإعادة التجهيز. وفي هذه الأثناء عمل على تشكيل جيش جديد في المدينة المنورة. ورغم أن هذه القوة تم تجميعها بسرعة، إلا أنها بدأت تشبه الجيش الحقيقي. ثم فكر أبو بكر الصديق في شن حملة على القبائل العربية المتمردة التي اجتمعت في أبرق واستعدت للحرب.
وعندما أعلن عن نيته قيادة الجيش بنفسه، حاول بعض المسلمين ثنيه عن ذلك حيث طلبوا قائدًا آخر ليبقى في المدينة لكنه رافق الجيش.
وتحت قيادته، سار الجيش نحو ذي قصة. حيث انضم إليهم النعمان بن مقرن. وعبد الله بن مقرن  وسويد بن مقرن فأعادوا احتلال المواقع الإستراتيجية التي احتلوها أثناء معركة ذي قصة: فكان النعمان بن مقرن قائد الجناح الأيمن، وعبد الله بن مقرن قائد الجناح الأيسر، وسويد بن مقرن قائد المؤخرة. وبعد الوصول إلى ذي قصة، توجه الجيش نحو أبرق. وكان ذلك في الأسبوع الثاني من شهر آب سنة 632م، الموافق للأسبوع الثالث من جمادى الأولى سنة 632هـ.

### حسب رواية محمد بن جرير الطبري
وفي كتابه تاريخ الطبري ج 1 ص 136. 10: فتح الجزيرة العربية يذكر محمد بن جرير الطبري أنه بعد معركة ذي قصة، أمر أبو بكر الصديق قوات أسامة بن زيد بالراحة، ثم ترك قيادة المدينة لأسامة بن زيد. وأمرهم بأن يستريحوا ويُريحوا دوابهم.
ثم أعد حملة جديدة ضد القبائل المتمردة في أبرق. فقال له عدد من الصحابة، خوفًا على سلامته ألا يُقاتل فهو رأس الهرم الجديد.
فأبى أبو بكر الصديق هذا.
ثم قاد جيشه نحو ذي قصة. مع عبد الله بن مقرن  وسويد بن مقرن يشغلون مواقعهم المعتادة: عبد الله بن مقرن يقود الجناح الأيسر وسويد بن مقرن يقود الحرس الخلفي. وأما الأخ الثالث وهو النعمان بن مقرن فقد بقي في ذي قصة قائمًا على أمره.
ثم واصل الجيش مسيرته نحو أبرق.

## المعركة

### حسب رواية آغا إبراهيم أكرم
وعند وصول قوات الخلافة الراشدة إلى أبرق، وجدت أن القبائل العربية المتمردة كانت بالفعل في مواقع القتال. قام أبو بكر الصديق بنشر جيشه بسرعة وشن هجوم ضد المتمردين.
تأثرت معنويات المتمردين في أبرق بوصول الناجين من معركة ذي قصة، الذين هُزموا مؤخرًا، مما أضعف عزيمتهم على مواصلة التمرد. على الرغم من تفوقهم العددي، صمد المتمردون لبعض الوقت قبل أن يتفرقوا ويهربوا إلى بزاخة حيث أقام طليحة بن خويلد قاعدته بعد مغادرة سميراء.
وقد كان هذا النصر بمثابة نجاح جديد للخلافة الراشدة.

### حسب رواية محمد بن جرير الطبري
توجه أبو بكر الصديق إلى الربذة، حيث التقى ببني عبس، وبني ذبيان، وجماعة من بني بكر بن عبد مناة. ثم اشتبكوا في الأبرق. قُتل في القتال الحارث بن فلان من بني سبيع [أو سبع]، وعوف بن فلان بن سنان، بينما أُسر الحطيئة. فرت قبيلتا بنو عبس وبنو بكر بن عبد مناة، مما يمثل هزيمة القبائل العربية المتمردة.
وفي غزوة الأبرق قال زياد بن حنظلة التميمي سائلًا كم معركةً خاضناها في الأبرق ضد ذبيان الغاضبين؟ فأنزلنا بهم هزيمةً نكراءً بمساعدة أبي بكر.

## بعد المعركة

### حسب رواية آغا إبراهيم أكرم
وبعد المعركة، نشر أبو بكر الصديق عدة أرتال من الجيش لتهدئة المناطق المحيطة. جُمعَت الضرائب (الزكاة) بعد هذه العمليات، وعرضت العشائر التائبة الهدايا، والتي تم قبولها. وفي اليوم التالي غادر الخليفة أبرق عائدًا إلى المدينة المنورة.

### حسب رواية محمد بن جرير الطبري
وبعد المعركة أقام أبو بكر الصديق في أبرق بضعة أيام. وقد طُرد بنو ذبيان، الذين كانوا يسيطرون على المنطقة، من هذه الأرض بعد أن أعلن أبو بكر الصديق تحريم هذه الأرض على بني ذبيان وأنها غنيمة حرب للدولة.
ثم خصصت أبرق لخيول المسلمين، أما بقية الأرض في الربذة فقد تحولت إلى مرعى للناس. بعد هزيمة القبائل العربية المتمردة، حاول بنو ثعلبة (أحد فروع بني ذبيان) إعادة الاستيطان في هذه الأرض، ولكنهم مُنعوا من ذلك. فذهبوا إلى المدينة المنورة للاحتجاج، مدعين أن الأرض ملك لهم، ولكن رُفض طلبهم ولم يُمنحوا أي تعويض حيث ردّ عليهم أبو بكر أن الأرض هدية سُرقَت منها ثم عادت له.

## النتيجة والعواقب
ورغم تفوق القبائل العربية المتمردة عدديًّا، فإنها أصبحت ضعيفة وغير قادرة على مواصلة التمرد بسبب هزيمتها في معركة ذي قصة. لقد أدت استراتيجية أبي بكر الصديق، التي جمعت بين الهجمات المباشرة والمناورات، إلى تشتيت قوات المتمردين العرب، مما أدى إلى هروب بعض القبائل وانتصار الخلافة الراشدة.
كانت المعركة التي خاضتها القبائل المتمردة في أبرق تهدف في المقام الأول إلى منع أي تهديد للمدينة المنورة وثني القبائل العربية المتمردة عن شن هجمات جديدة. ومن النتائج الأخرى لهذا النصر أن أبا بكر الصديق بدأ في إعداد حملة كبرى عبر شبه الجزيرة العربية بأكملها لإعادة سيطرة الخلافة الراشدة على المنطقة. علاوة على ذلك، فإن أراضي أبرق التي كانت في السابق تحت سيطرة بني ذبيان، صادرها أبو بكر الصديق وحوّلها إلى أرض رعي لحيوانات الدولة. وأخيرًا، أعادت القبائل المتمردة المهزومة تنظيم صفوفها حول طليحة بن خويلد في سميراء.

## طالع أيضًا
- قائمة معارك الخلافة الراشدة [الإنجليزية]
- معركة ذو قصة
- حروب الردة

## ملحوظات
1. ↑  وقد أعطى آغا إبراهيم أكرم هذا التاريخ
2. ↑  بزاخة، مصدر مائي تابع لبني أسد، يقع في منطقة نجد في المملكة العربية السعودية حاليًا.

### فهرس
- Akram, Agha Ali Ibrahim (2009). Sword of Allah: Khalid Bin Al-waleed, His Life and Campaigns (بالإنجليزية). Adam Publishers & Distributors. p. 504. ISBN:978-8174355218.
- Dzulkhairi Md Noor, Zhaenal Fanani (2022). Para Penyokong Muhammad: Generasi Penghulu Syurga [The Supporters of Muhammad: The Generation of the Masters of Paradise] (بالملايوية). PTS. p. 336. ISBN:9789674818470.
- ibn Jarir al-Tabari, Muhammad (1993). The History of al-Tabari Vol. 10: The Conquest of Arabia: The Riddah Wars A.D. 632-633/A.H. (بالإنجليزية). State University of New York Press. p. 244. ISBN:978-0791410721. Archived from the original on 2024-11-27.
- Rida, Mohammad (1999). Abu Bakr Al-Seddiq: The First Caliph (بالفرنسية). Dar Al-Kotob Al-Ilmiyah. p. 93. ISBN:9782745128355. Archived from the original on 2025-01-25.

## الروابط الخارجية
- Publisher, Supremeseerah (2023). Biography of Khalifa Abu Bakr Siddiq (PDF) (بالإنجليزية). p. 180.